# 卜怜吉歹
卜怜吉歹（?—?），又作卜怜吉台、卜怜吉带、不怜吉台、不怜吉带、不怜吉歹，元朝大臣，蒙古兀良哈氏，速不台的曾孙，兀良合台的孙子，中书左丞相阿术的儿子。
卜怜吉歹开始担任宿卫，1280年，阿术去世，他袭领父亲的军队。1283年，和史弼率军镇压建宁的黄华。1290年，击败婺州的叶万五。转任江淮行省平章政事，奏请加强防务，一三军驻守沿海的绍兴、明州、台州、温州、处州、婺州，增加战船，被元世祖采纳。大德年间，元成宗任命他为湖广行省平章政事。1307年，答己夫人让他扈从爱育黎拔力八达从怀州返回大都，辅佐海山即位为元武宗，官至河南行省左丞相。1314年，封为河南王。其子江浙行省平章政事童童。

## 延伸阅读
[在维基数据编辑]
 《新元史/卷122》，出自柯劭忞《新元史》